# Багарич, Сандра
Сандра Багарич (хорв. Sandra Bagarić, родилась 5 апреля 1974 в Зенице) — хорватская оперная певица и актриса.

## Биография
Уроженка Зеницы (ныне Босния и Герцеговина). Окончила там музыкальную школу, продолжила получать образование в Сараево, но после начала Боснийской войны уехала в Загреб в 1992 году, где училась в музыкальной академии. Её преподавателем была Лиляна Молнар-Талаич. Известна по исполнению арий в операх «Мадам Трубадур», «Графиня Марица», «Летучая мышь», «Боккаччио» и «Кто поёт - дурно не думает». Выпустила три диска со своими песнями: «Sonati od sna», «Teatar marmelade» и «Adagio».
В 2007 году Сандра Багарич выступала с группой «Kraljevi Ulice» на музыкальном фестивале «Dora 2007» с песней «Pjesma za novčić», который являлся отбором на Евровидение в Хельсинки, и заняла 2-е место.
Замужем, супруг — Дарко Домитрович, пианист и профессор музыкальной академии Загреба. Есть сыновья Марко и Ловро.

## Фильмография

### Телевидение
| Год       | Фильм                  | Роль           | Примечание        |
| --------- | ---------------------- | -------------- | ----------------- |
| 2002      | Земля обетованная      |                |                   |
| 2007      | Наша маленькая клиника |                | Эпизод «Sve crno» |
| 2008      | Запрещённая любовь     | Элеонора Шарич | В 15 эпизодах     |
| 2015-2016 | Просто говори          | Дубравка Якшич |                   |

### Дубляж
| Год  | Фильм                | Роль                | Примечание        |
| ---- | -------------------- | ------------------- | ----------------- |
| 2013 | Дороти из страны Оз  | Китайская принцесса | хорватский дубляж |
| 2017 | Красавица и чудовище | Мадам де Гардероб   | хорватский дубляж |